# Hügelgräber von Gävernitz

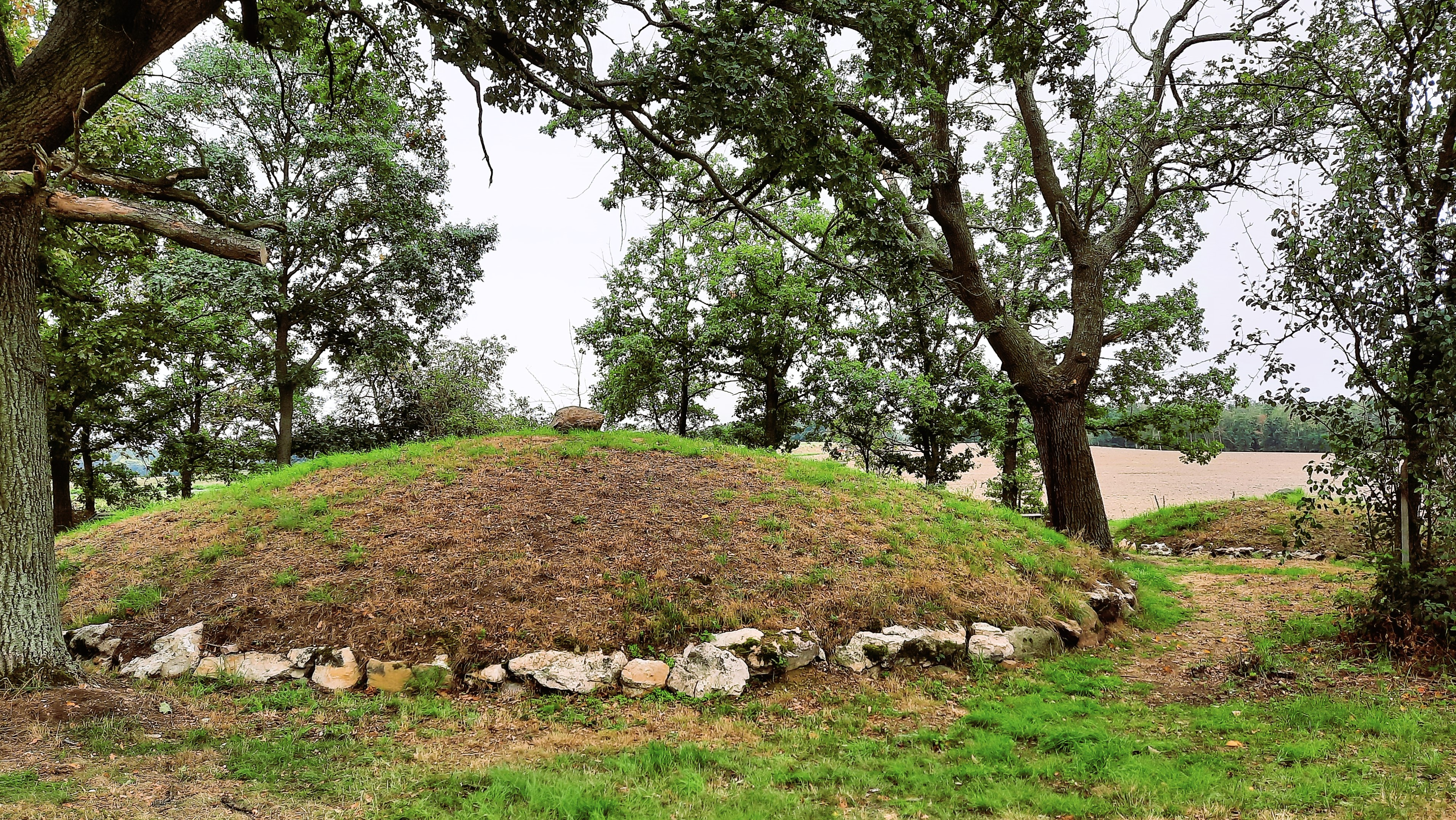
Die beiden Hügelgräber von Gävernitz (2022)

Die Hügelgräber von Gävernitz, zum Teil auch „Fürstengräber von Gävernitz“ genannt, sind zwei Grabhügel der jüngeren Bronzezeit (Lausitzer Kultur), die als Bodendenkmal im Ortsteil Gävernitz der sächsischen Gemeinde Priestewitz unter Schutz stehen. Auf dem nur wenige hundert Meter südlich der Ortslage an der Bundesstraße 101 gelegenen Areal entstand ab 1929 ein archäologisches Freilichtmuseum, das als Erstes seiner Art auf dem Gebiet des Freistaates Sachsen gilt und bis zum Ende des Zweiten Weltkrieges bestand. Seit Juni 2022 gibt es hier den „Archäologiepark Gävernitz“, womit das einstige Freilichtmuseum reaktiviert werden soll.

## Geschichte

### Das große Grab von Gävernitz

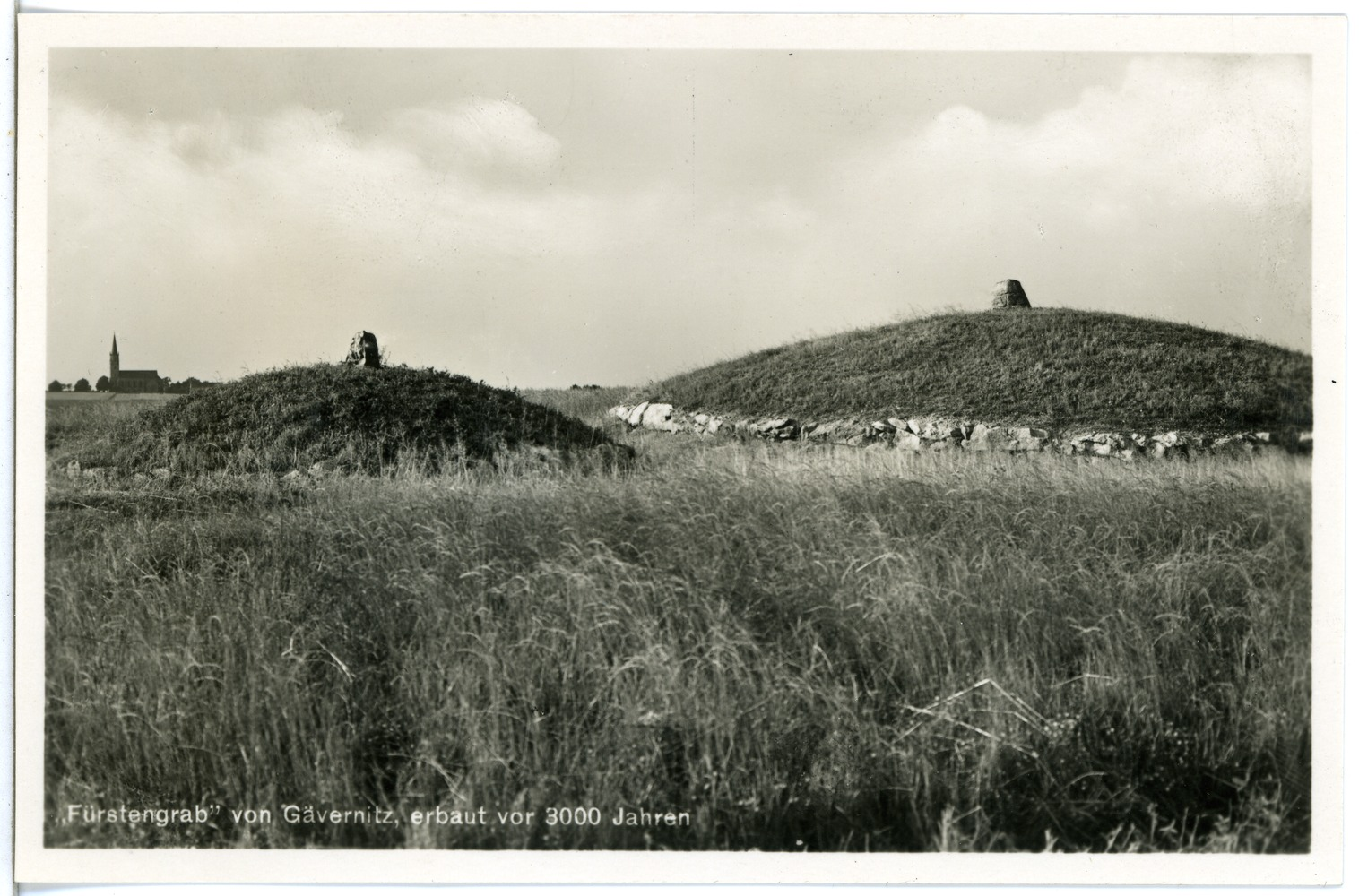
Die von Gotthard Neumann errichteten Grabhügel auf einer Ansichtskarte des Meißner Kunstverlags Brück & Sohn (1932). Im Hintergrund ist die Wantewitzer St.-Urban-Kirche zu erkennen.

Im Herbst des Jahres 1928 wurden auf dem ursprünglich zum Vorwerk Ober-Gävernitz gehörenden Flurstück beim Pflügen erste Überreste der Grabanlage entdeckt. Zu jener Zeit wollte der damalige Besitzer des Geländes Balduin Pfeil erstmals einen Motorpflug einsetzen, der die Bodenschichten wesentlich tiefer bearbeiten konnte als früher eingesetzte Gerätschaften. Als ein die Arbeiten behindernder Quarzitblock gesprengt werden sollte, entdeckten die damit beauftragten Arbeiter, dass dieser Block zu einem größeren Verband eines unter der Erde befindlichen Bauwerks gehörte. Pfeil ließ daraufhin die geplanten Sprengarbeiten einstellen und setzte sich mit dem „Staatlichen Museum für Vorgeschichte“ in Dresden in Verbindung.
Im Frühjahr des folgenden Jahres fand am 12. April zunächst eine Besichtigung der Fundstelle statt, bei der eine Ausgrabung beschlossen wurde. Unmittelbar darauf begannen unter Leitung des Prähistorikers Gotthard Neumann (1902–1972) und im Auftrag des Dresdner „Archivs urgeschichtlicher Funde aus Sachsen“ die Ausgrabungsarbeiten. Neumann war zu jener Zeit am „Museum für Mineralogie, Geologie und Vorgeschichte“ als wissenschaftliche Hilfskraft angestellt.
Es zeigte sich, dass eine etwa 3000 Jahre alte Grabanlage gefunden worden war. Mühevoll wurde sie fachmännisch freigelegt; die Funde wurden vermessen und dokumentiert. Außerdem wurde das Bauwerk vorsichtig zum Teil zurückgebaut, um an tieferliegende Schichten zu gelangen und ein Gesamtbild zu bekommen, das es ermöglichen sollte, die Begräbnisstätte weitgehend zu rekonstruieren, wobei eine Wiederherstellung derer immer im Blick blieb. Ein Teil des Aushubs, wie etwa 350 Zentner Quarzit, wurde verkauft, wohl auch um die Grabungskosten etwas zu dämpfen.
Die Vermessungen ergaben, dass die kreisförmig angelegte Begräbnisstätte einen Durchmesser von 14 Metern hatte. Ein freigelegter innerer Ring wies einen Durchmesser von 3,4 Metern auf. Da das Grab allerdings vermutlich schon in frühgeschichtlicher Zeit geplündert worden war, gab es im Inneren keine aufsehenerregenden Funde. In dieser Hinsicht betrachtete Neumann die Grabanlage als weitgehend unbedeutend, obwohl er als Wissenschaftler davon ausging, dass der Inhalt der Anlage ursprünglich reich war. Denn darauf wiesen verschiedene Verfärbungen am Leichenbrand hin. Neben slawischen Scherben, die aus der Gründungsphase der Mark Meißen stammten und erst später in die Fundstelle gelangten, fanden sich unter anderem Bruchstücke von reichverzierten Grabgefäßen, der Rest einer Handmühle in Form einer roten Granitplatte, der Rest einer Gussform sowie eine Messerklinge aus Feuerstein.
Aufgrund dieser Funde und anderer Merkmale der Grabanlage konnte Neumann deren Entstehungszeit auf etwa 1000 v. Chr. und damit in die Spätbronzezeit bestimmen.
Neumann ging außerdem davon aus, dass es sich um das Grab eines Einzelnen handelte. Von ihm wurden einige kleine Knochenreste gefunden, die von der Menge her in eine kleine Zigarrenkiste passten. Ob sie einer Frau oder einem Mann zugehörig waren, konnte Neumann nicht mit letzter Bestimmtheit deuten. Die Größe des Grabes und der Funde ließen allerdings vermuten, dass der oder die Bestattete gesellschaftlich eine höhere Funktion beziehungsweise Bedeutung hatte. Auch ob es sich gar um einen Fürsten handelte, war letztlich nicht zu bestimmen. Die Größe der Grabanlage ließ nur Mutmaßungen zu. Außerdem wies Neumann diese Person der Lausitzer Kultur zu, die zu jener Zeit noch den Illyrern zugerechnet wurde. Des Weiteren ging er bereits damals davon aus, dass es kein Einzelgrab war, sondern zu einem größeren Gräberfeld gehörte, das sich einst über den gesamten Berg hinzog. Unter anderem waren bereits 1832 beim Wegebau südlich von Gävernitz Teile eines frühzeitlichen Tüllenbeils gefunden worden. Dieses Stück befand sich in der Sammlung des Archäologen Karl Benjamin Preusker (1786–1871), die 1853 in den Besitz des Dresdener Antikenkabinetts überging, und wurde von ihm mehrmals in seinen Publikationen erwähnt.

### Die Ausgrabungen als lokale Attraktion
Gävernitz entwickelte sich dank der Ausgrabungen schnell zu einem beliebten Ausflugsziel, denn die Arbeiten stießen auf großes Interesse der örtlichen Medien und Bevölkerung, sodass auf dem verkehrsgünstig an der Ortsverbindungsstraße von Meißen nach Großenhain gelegenen Ausgrabungsgelände während der Ausgrabungen durchschnittlich 200 und an Spitzentagen über 1800 Besucher gezählt wurden. Unter den Besuchergruppen befanden sich auch viele Schulklassen.
Als am 10. Juni 1929 die Arbeiten endeten, waren es über 19.000 Interessierte aller Altersstufen und Berufsschichten, die Neumann, sein Mitarbeiter Hermann Dengler aus Radebeul und viele freiwillige Helfer über das Gelände führten. Von den freiwilligen Helfern hatten sich bei den Arbeiten besonders der Wantewitzer Lehrer Richard Schöler und der Meißner Martin Schnelle verdient gemacht, wobei sich Schnelle insbesondere dem Publikumsverkehr widmete und darüber detailliert Buch führte. Außerdem wurden die Ausgrabungen durch zahlreiche Fotografien gut dokumentiert, die meisten dieser Fotos nahm der Prähistoriker und spätere Direktor des „Landesmuseums für Vor- und Frühgeschichte in Dresden“ Georg Bierbaum (1889–1953) auf, einige aber auch Paul Noack, ein beim Heimatschutz tätiger Fotograf.
In seiner 1930 herausgegebenen Publikation Das große Grab von Gävernitz… berichtete Neumann über die Gävernitzer Ausgrabung, den Fundort und die Ergebnisse. Enthusiastisch verglich er den Fund in seiner Bedeutung für Sachsen mit den Pyramiden von Gizeh in Ägypten. Den Besuch des Ministeriums für Volksbildung am 14. Mai 1929 bezeichnete Neumann in der Schrift als Höhepunkt dieser Ereignisse. Am 31. Oktober 1930 beendete er seine Tätigkeit beim Museum für Vorgeschichte, um von Dresden an das „Germanische Museum der Universitätsanstalt für Vor- und Frühgeschichte“ in Jena zu wechseln. Da er seine neue Stelle in Jena allerdings erst im Januar des Folgejahres antreten musste, verblieb Neumann nach seinem Ausscheiden noch eine Zeitlang in Dresden, unter anderem auch, um die Wiederherstellungsarbeiten in Gävernitz mit zu begleiten.

### Sachsens erstes archäologisches Freilichtmuseum

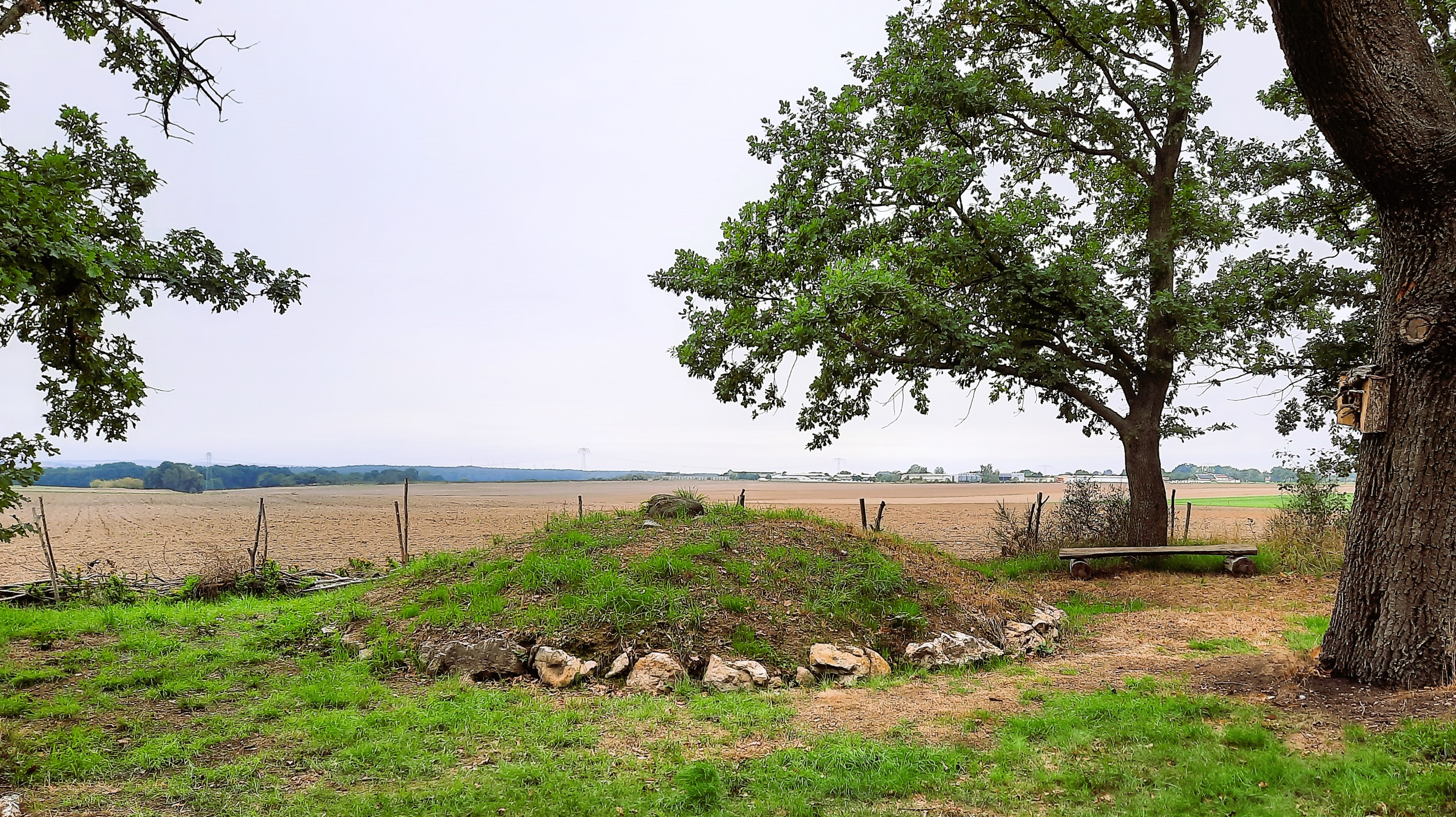
Das kleinere Hügelgrab in Gävernitz (2022).

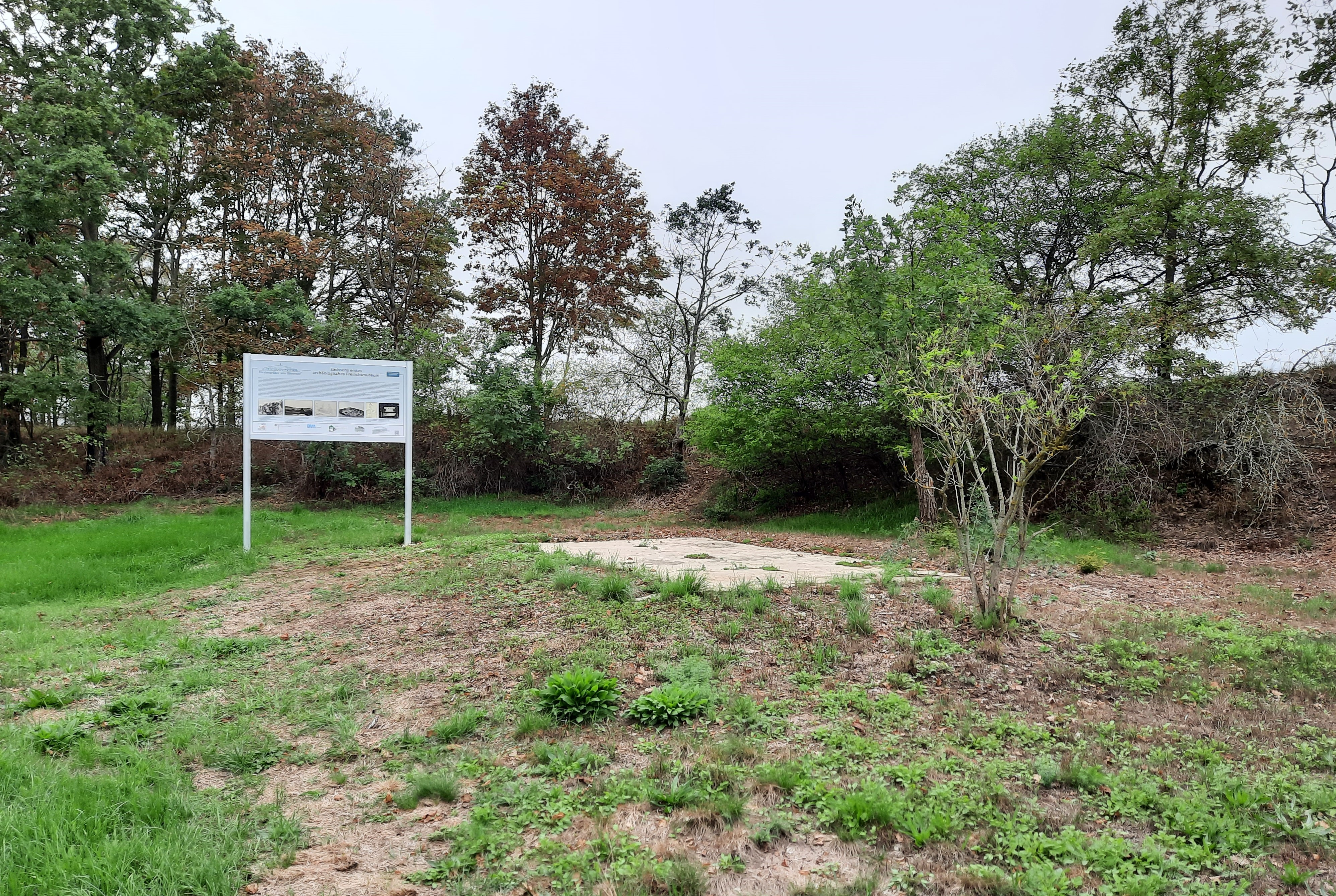
Die freigelegte Bodenplatte des einstigen Blockhauses.

Da sich die archäologischen Funde nur etwa 40 Zentimeter unter der Erdoberfläche befanden, war es geboten, die Flächen in Zukunft vor landwirtschaftlicher Nutzung zu schützen. Deren Besitzer Balduin Pfeil erklärte sich auch bereit, das Gelände der Fundstelle für eine an Ort und Stelle zu errichtende Gedenkstätte abzugeben. So begannen 1930 Rekonstruktionsarbeiten, um den von Neumann freigelegten Grabhügel den wissenschaftlichen Erkenntnissen entsprechend wiederherzustellen. Verantwortlich dafür zeigte sich hier der Landesverein Sächsischer Heimatschutz, der ein Viertel der aufzubringenden Kosten übernahm. Aber auch das Ministerium für Volksbildung und weitere öffentliche Institutionen beteiligten sich an der Finanzierung des Projekts. Außerdem wurde die Bevölkerung zu Spenden aufgerufen.
Der Landesverein Sächsischer Heimatschutz erwarb schließlich das Gelände. Ziel war es, einen archäologischen Park zu errichten, welcher der Öffentlichkeit zugänglich war. Bei Planierungsarbeiten kamen in unmittelbarer Nachbarschaft bald die Überreste eines kleineren zweiten Hügelgrabes (Grabhügel II) zutage. Dessen Rekonstruktion machte Gävernitz um eine Attraktion reicher. Ab 1934 gab es hier ein kleines Ausstellungsgebäude in Form eines Blockhauses, in dem sich neben Schautafeln auch Fundstücke (beziehungsweise deren Gipsmodelle) der Gävernitzer Grabungen befanden. Außerdem diente ein zerlegbares Gipsmodell im Maßstab 1:20 des Dresdner akademischen Bildhauers Hans Rödig, welches das Innere der Hügelgräber darstellte, der Veranschaulichung. Zwei Jahre später wurde auf dem Gelände eine große Hinweistafel aufgestellt. Seit 18. Juni 1941 stehen die Gävernitzer Hügelgräber unter Denkmalschutz.
Mit dem Ende des Zweiten Weltkrieges kam das vorläufige Ende des Gävernitzer Freilichtmuseums. Die beiden Grabhügel hatten zwar keine größeren Schäden davongetragen, aber das Areal zeigte sich bei einer Ortsbesichtigung im Oktober 1945 verwüstet, das kleine Blockhaus war schwer beschädigt und ausgeplündert worden. Die wenigen Überreste des Blockhauses wurden 1947 in einer Scheune bei Balduin Pfeil eingelagert, denn für eine Wiederbelebung der musealen Einrichtung fehlten die finanziellen Mittel. Der Landesverein Sächsischer Heimatschutz wurde letztlich 1949 enteignet. Seitdem war es ruhig um die Anlage. Am 10. Mai 1973 wurde der Denkmalschutz der Gävernitzer Hügelgräber allerdings noch einmal erneuert.

### Archäologiepark Gävernitz
Seit 2020 befindet sich das Areal im Besitz des Großenhainer Unternehmers Norbert Sauer, der sich seither mit weiteren Mitstreitern und einem in jenem Jahr eigens dafür gegründeten Verein um die Reaktivierung des einstigen Freilichtmuseums verdient gemacht hat. Vorher befand sich das Gelände im Besitz des Landesvereins Sächsischer Heimatschutz.
Am 10. Juni 2022 wurde der „Archäologiepark Gävernitz“ in Anwesenheit des Sächsischen Staatsministers für Regionalentwicklung Thomas Schmidt eröffnet. Das Projekt, bei dem die beiden Hügelgräber und die Bodenplatte des einstigen Blockhauses freigelegt, mehrere Schautafeln und Hinweistafeln sowie archäologische Themenfelder errichtet wurden, war unter anderem mit 44.500 Euro aus dem Leader-Programm der EU und durch eine 1000-Euro-Prämie aus dem Ideenwettbewerb „Landschaftspflege“ des Dresdner Heidebogen e. V. gefördert worden. Außerdem wurde ein kleiner Flyer herausgegeben, der einen Überblick über den Archäologiepark Gävernitz bietet, sowie eine Homepage erstellt.
Weitere Pläne sehen die weitere Reaktivierung des Geländes vor. So sollen unter anderem auf dem alten Fundament des Blockhauses ein Ersatzneubau und ein bronzezeitliches Langhaus als Schulungs- und Ausstellungsgebäude dienen. Außerdem sind ein Kinderspielplatz und ein Rastplatz an dem die Bundesstraße 101 begleitenden Fahrradweg geplant (Stand: Oktober 2022).

Archäologiepark Gävernitz
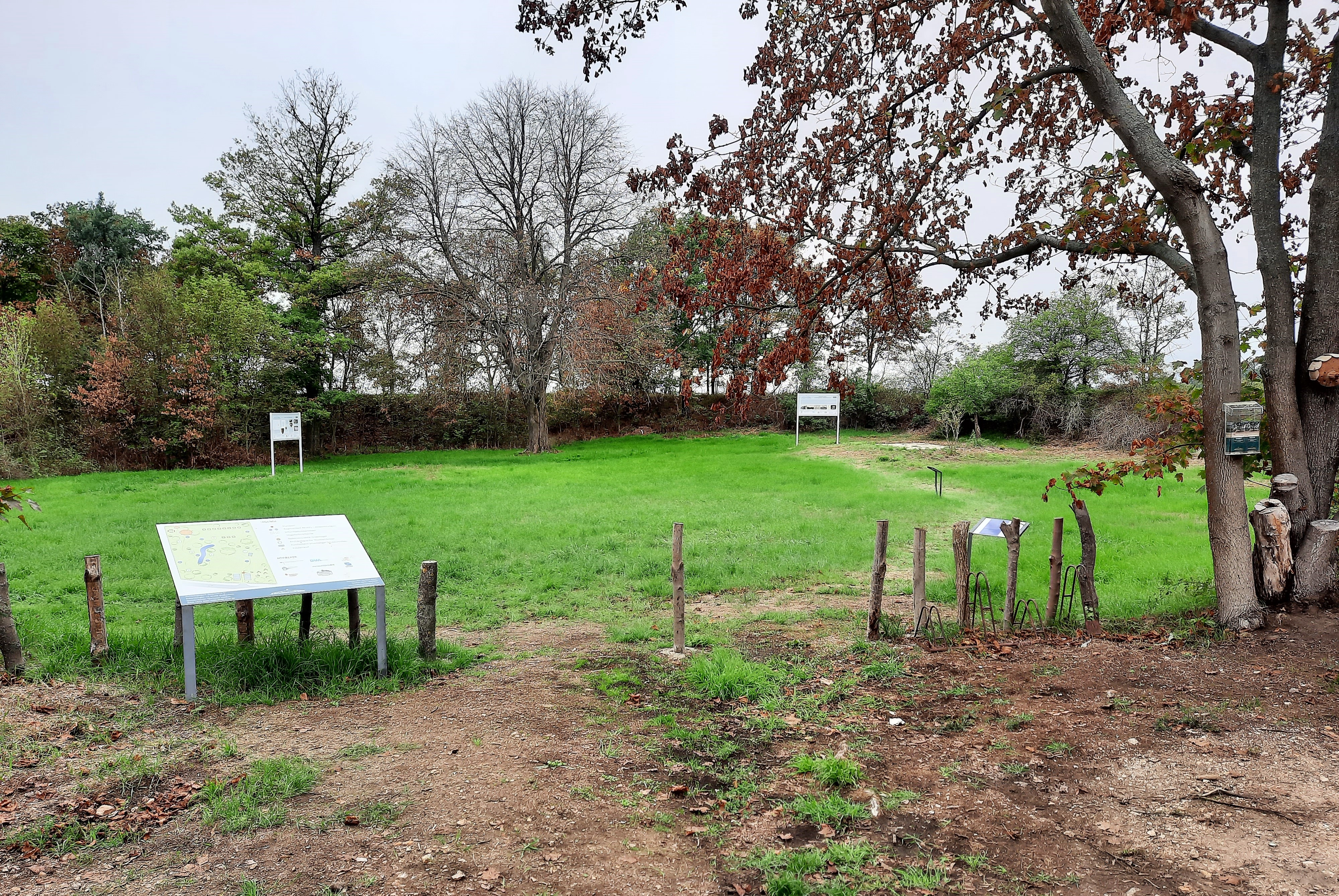
Eingangsbereich (2022)
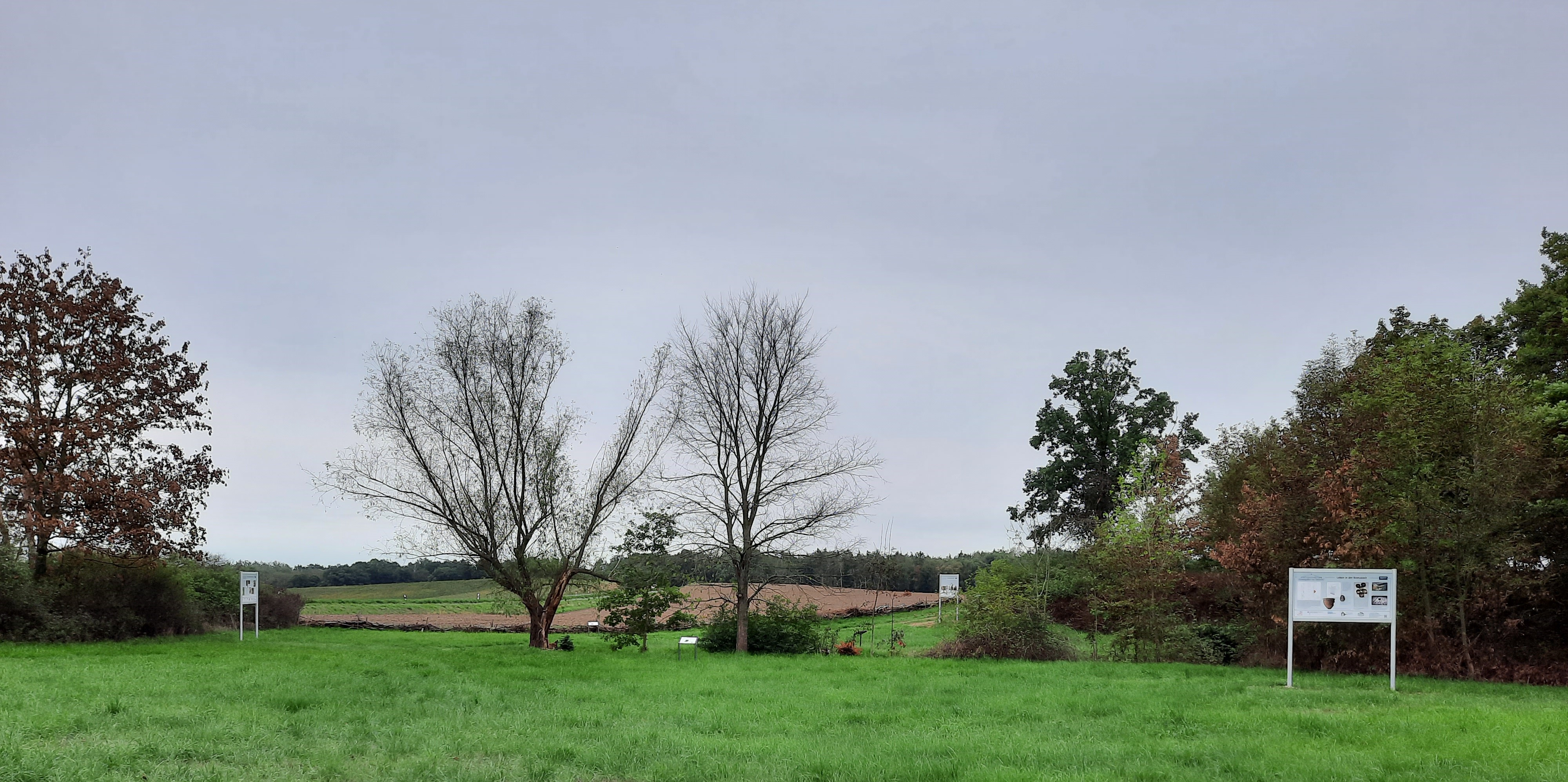
Blick über das Gelände (2022)
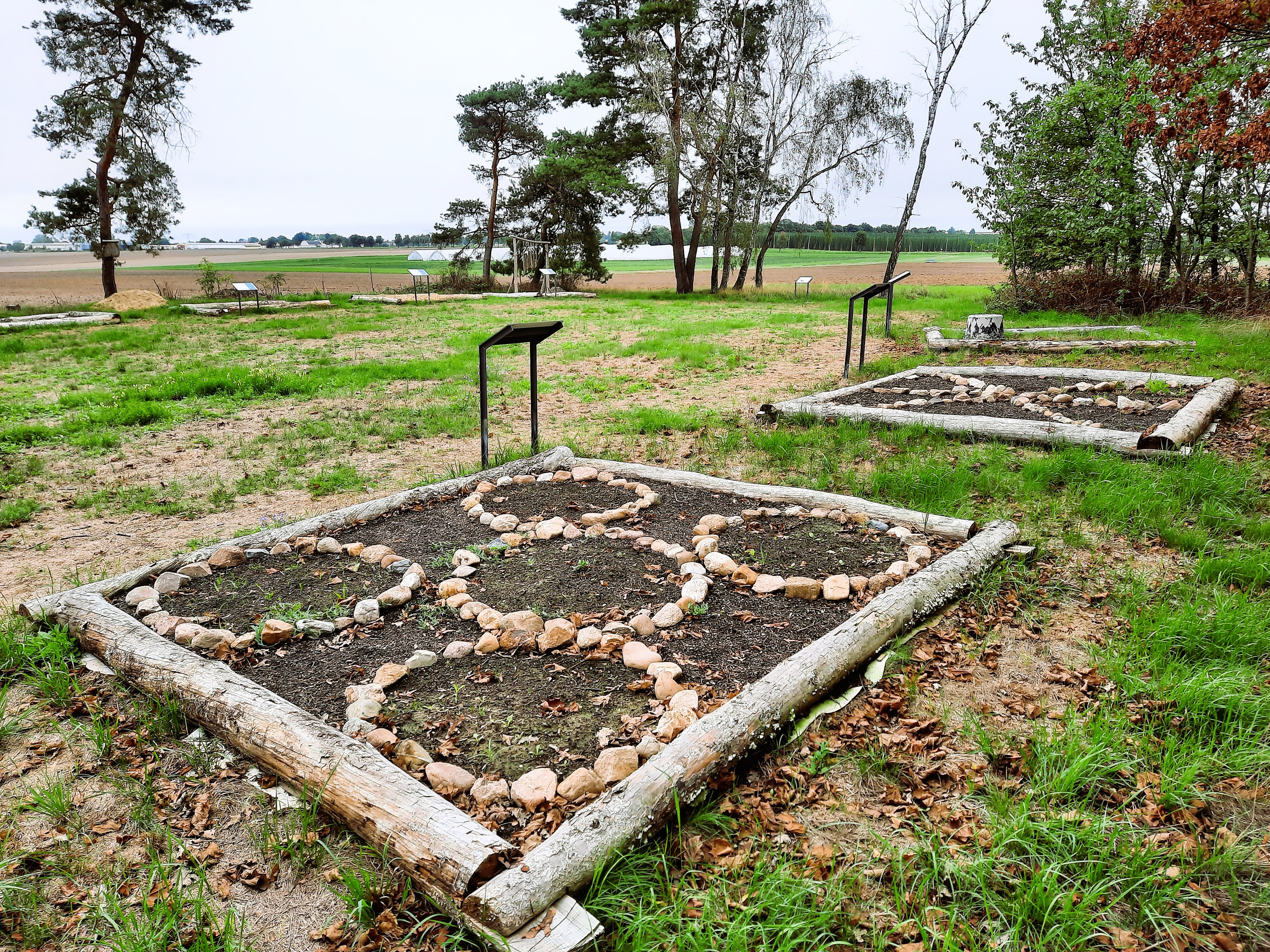
Archäologische Themenfelder (2022)